# Cmentarz żydowski w Cycowie
Cmentarz żydowski w Cycowie – kirkut społeczności żydowskiej niegdyś zamieszkującej Cyców. Powstał w XIX wieku. Ma powierzchnię 0,56 ha. Znajdował się na północny wschód od miejscowości. Został zniszczony podczas II wojny światowej. Obecnie na nieogrodzonym terenie brak jest zachowanych macew.